# Mil cretinos
Mil cretinos es una obra que reúne cuentos y relatos del escritor Quim Monzó. La versión original en catalán fue publicada el año 2007 en la editorial Quaderns Crema. La traducción al español (Mil cretinos, en la editorial Anagrama) apareció en el 2008. La decrepitud, la vejez, las residencies geriátricas y el desamor son una constante en la obra. Cuando el libro apareció, Simona Škrabec escribió, en el diario El País: "Quim Monzó, uno de los pocos autores realmente valientes, tuvo el valor de entrar en una residencia de ancianos, vistió al padre con ropa de mujer, le pintó los labios y le puso joyas. Es duro mirar a la Desconocida a la cara, hace falta mucho coraje. Prueben a leer, por favor, este relato de Mil cretinos...". 

## Cuentos y relatos incluidos enMil cretinos
1.
- "El señor Beneset"
- "El amor es eterno"
- "Sábado"
- "Dos sueños"
- "Miro por la ventana".
- "La alabanza"
- "La llegada de la primavera"

2.
- "La sangre del mes que viene"
- "Treinta líneas"
- "Un corte"
- "Una noche"
- "Otra noche"
- "El reborde desusado"
- "Muchas felicidades"
- "Cualquier tiempo pasado"
- "La plenitud del verano"
- "El chico y la mujer"
- "El tenedor"
- "Shiatsu"

## Traducciones y adaptaciones
Mil cretinos ha sido también traducido al alemán (Tausend Trottel, Frankfurter Verlagsanstalt, Fráncfort), al inglés (A thousand morons, Open Letter Books, Nueva York), al gallego (Mil cretinos, Edicións Xerais, Santiago de Compostela), al francés (Mille crétins, Éditions Jacqueline Chambon & Éditions Actes Sud, Arlés), al italiano (Mille cretini, Marcos y Marcos) y tres relatos al esperanto (Mil cretins / Mil kretenoj, Associació Catalana d'Esperanto / Kataluna Esperanto-Asocio, Barcelona). 
En el 2010 Ventura Pons rodó una película, a partir del libro y de otros relatos de otros libros del autor, que lleva por título Mil cretinos.